# ديفيد ويكارت
ديفيد ويكارت، عالم نفس أمريكي ومؤسس هاي سكوب، وهو برنامج تعليمي في مرحلة الطفولة المبكرة .  